# Tramway de Menton à Sospel
Le tramway de Menton à Sospel était une des lignes du réseau départemental de chemin de fer secondaire des Alpes-Maritimes, exploité par la compagnie des Tramways de Nice et du Littoral. Elle portait le numéro 46. Partant de Menton, elle traversait le hameau de Monti (Menton) et le village de Castillon pour atteindre Sospel.
Un des objectifs de la réalisation du tramway était d'apporter des matériaux de construction pour la ligne de chemin de fer de Nice à Breil-sur-Roya (devenue depuis ligne de Tende). Quand celle-ci fut achevée en 1928, le trafic de la ligne diminua sensiblement et elle fermera finalement quatre ans après.

## Histoire

### La création
Le décret ministériel du 10 février 1906 déclare le projet d’utilité publique. Entre 1907 et 1908, le tracé détaillé est approuvé par étapes. À la fin de 1909, sont posées les premières voies et dès 1910, le tunnel de Castillon est terminé.
De la fin novembre 1910 à janvier 1911, de très violents orages s’abattent sur la région, provoquant de graves dégâts : murs effondrés, affaissements de la voie, un dépôt de rails et de traverses emporté par le torrent en crue en gare de Castillon. Le 6 juillet 1911 voit enfin circuler la première motrice d’essai, malgré les catastrophes naturelles et les contraintes imposées par l’Armée, soucieuse de sécuriser le fort Saint-Jean situé à proximité. La ligne fut enfin inaugurée le 30 mars 1912.

### L'inauguration

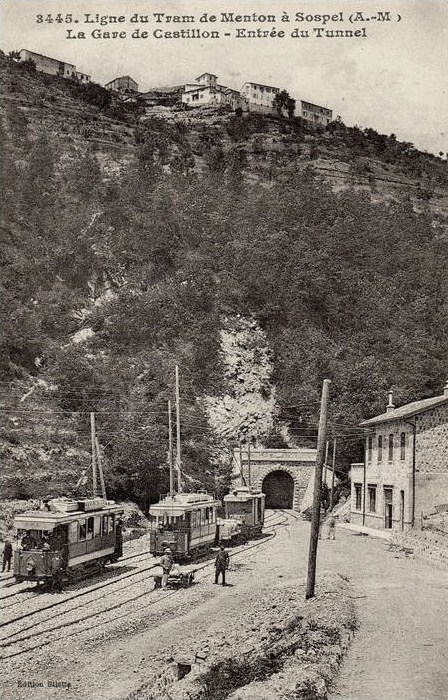
Gare de Castillon.

L’inauguration eut lieu le 30 mars 1912 et ce fut un jour de fête pour les habitants de Menton, Monti (hameau dépendant de Menton), Castillon et Sospel. Le train inaugural attendait vers 16 heures, aux environs de la gare de Menton. Le départ eut lieu à 16 h 45, et de nombreuses personnalités, dont le maire, M. Fontana, avaient pris place dans le convoi.
Après plusieurs arrêts en cours de route pour saluer les habitants de Monti et Castillon, le tram arriva à Sospel vers 18h45; il y fut accueilli par « La Lyre Sospelloise » et « L'Harmonie Sospelloise », qui entonnèrent La Marseillaise lors de son entrée en gare. Puis les personnalités furent reçues par la municipalité.
C'est un arrêté préfectoral qui autorisa le 11 avril 1912 la mise en service de la ligne ; le 15 avril suivant elle est ouverte au trafic des voyageurs. Pourtant, dans les journaux de l’époque, bien peu de place lui fut consacrée car cette mise en service coïncida avec le naufrage du Titanic qui avait fait, dans la nuit du 14 au 15, près de 1 500 victimes.
Cette pittoresque ligne ferroviaire aura eu une vie relativement brève car elle était devenue déficitaire, à la suite des dégâts de la guerre de 1914-1918 ainsi qu’à l'entrée en service de la ligne Nice-Coni (1928) qui a détourné une grande partie du trafic de voyageurs et de marchandises, ainsi que le développement de lignes d'autocars. Le dernier train régulier circula le 22 mars 1931 et la ligne fut officiellement déclassée le 20 juin 1933. En novembre 1934 débuta la dépose de la voie.

### L’accident de Monti

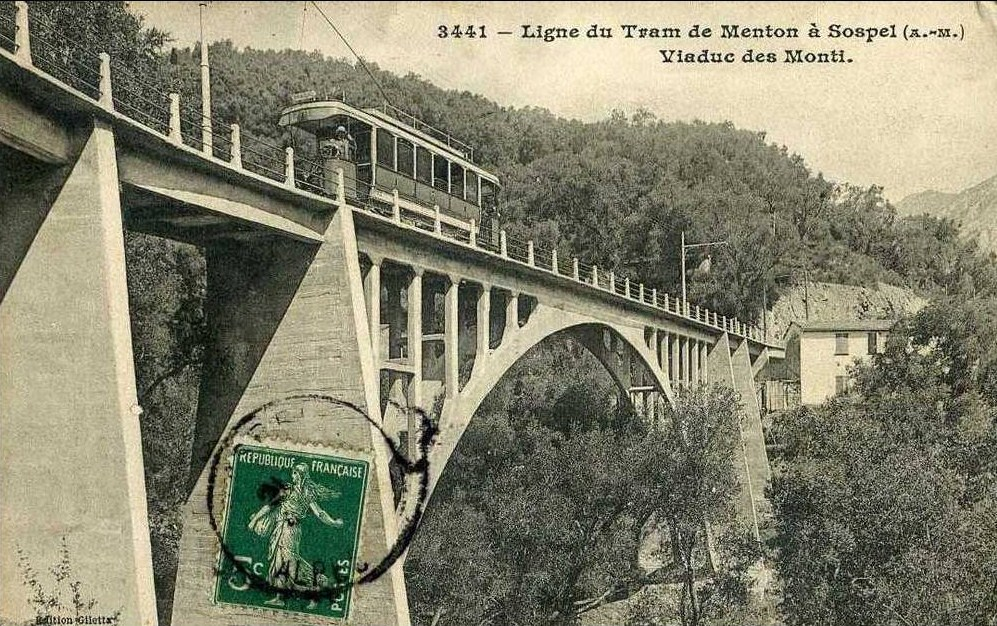
Le viaduc de Monti, peu après son inauguration.

Un accident très grave, qui coûta la vie à deux personnes, s’est produit le 11 septembre 1912, six mois environ après l’inauguration de la ligne.
Un train de transports de matériaux pour la finition de la ligne quitta ce jour-là la carrière du Caramel vers 16 heures avec près de six tonnes de gravier. Quatre personnes devaient prendre place à son bord. Au dernier moment, MM Vallaghé, entrepreneur, et Viale, employé, furent retenus par la surveillance d’un rail en mauvais état et restèrent sur place, attendant le convoi suivant... Cela devait leur sauver la vie.
Le tracteur démarra, emportant MM. Honoré Clérico, wattman, et Placide Faraldo, conducteur. Vers 16 h 30, à deux cents mètres environ avant la station de Monti, la perche du tracteur sauta; le frein rhéostatique devenant inutilisable, le wattman chercha à bloquer le frein à main, mais à l’entrée du viaduc de Monti, la perche accrocha un rocher... Le tracteur fut déséquilibré et alla s’écraser sur le toit, quelque 50 mètres plus bas, tuant net les deux employés.
La nouvelle se répandit très rapidement et vers 19 h 20, l’on vit arriver sur les lieux le chef d’exploitation des TNL, les maires de Castillon, Sospel et Menton, et même le Préfet des Alpes-Maritimes. Le lendemain à 16 heures, tout le trafic cessa. Un tracteur de la Compagnie porta les corps à l’Église Saint-Joseph de Carnolès où se déroulèrent les funérailles, auxquelles assistèrent tous les agents des TNL de Menton. À la suite de cet accident, diverses mesures de sécurité furent prises, en particulier la mise en place d’arrêts obligatoires et d’aiguillages de sécurité.

### Fermeture
La ligne de Menton à Sospel ferma en 1932. Cet abandon a eu pour effet collatéral, notamment, la fermeture du terrain de golf de Menton-Sospel, l'essentiel des pratiquants issus de la riche clientèle en villégiature sur le littoral empruntant le tramway depuis Menton pour se rendre à Sospel,.

## Vestiges
Tous les viaducs sont conservés.
Une route de près de 2,3 km récupère l'assiette du chemin de fer en amont du viaduc de Monti.
Le tunnel de Castillon a été reconverti en tunnel routier ; un deuxième pertuis a été creusé et seul le portail côté Castillon est en état proche de l'origine.

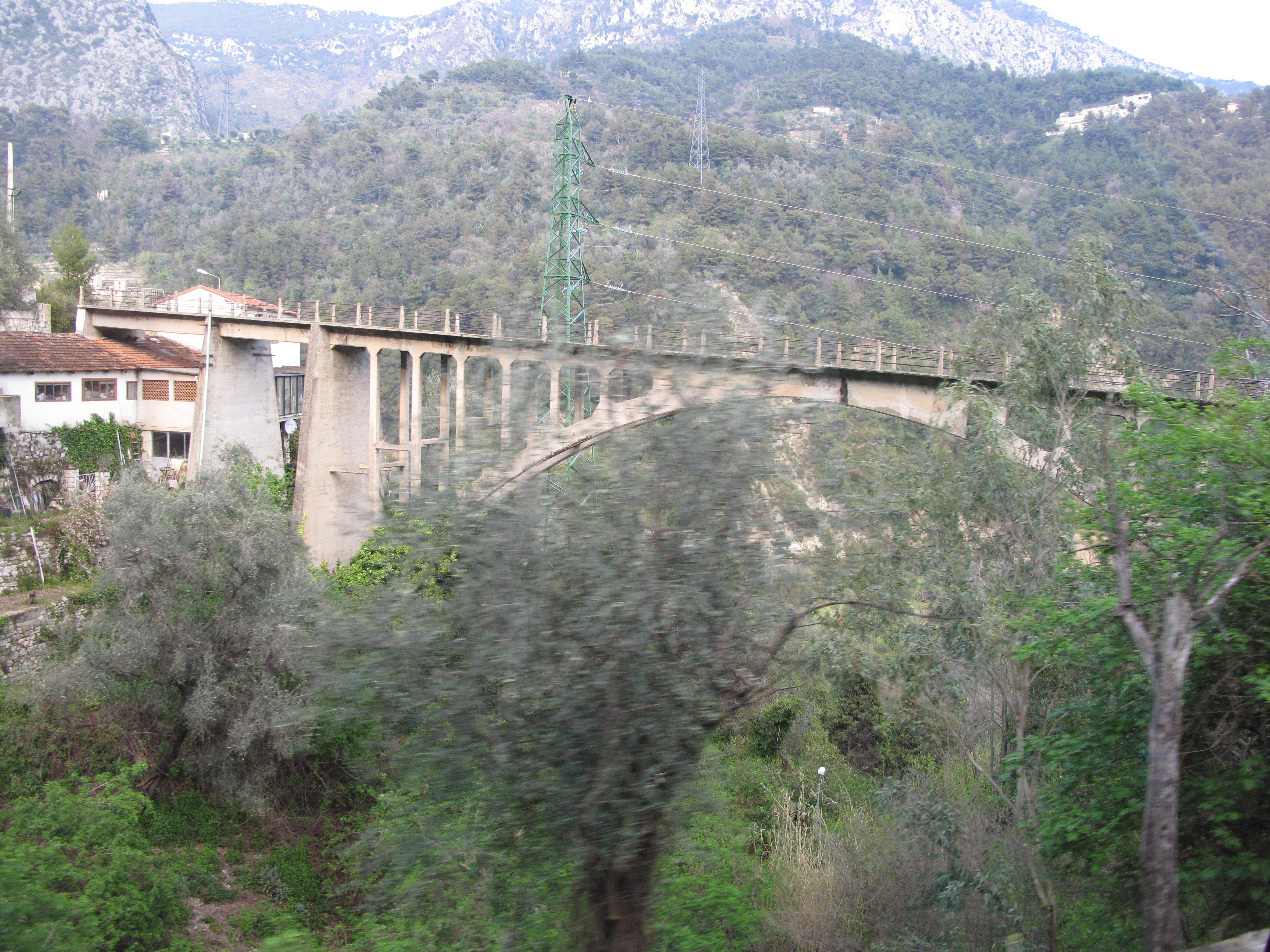
Le viaduc de Monti, construit en béton armé.
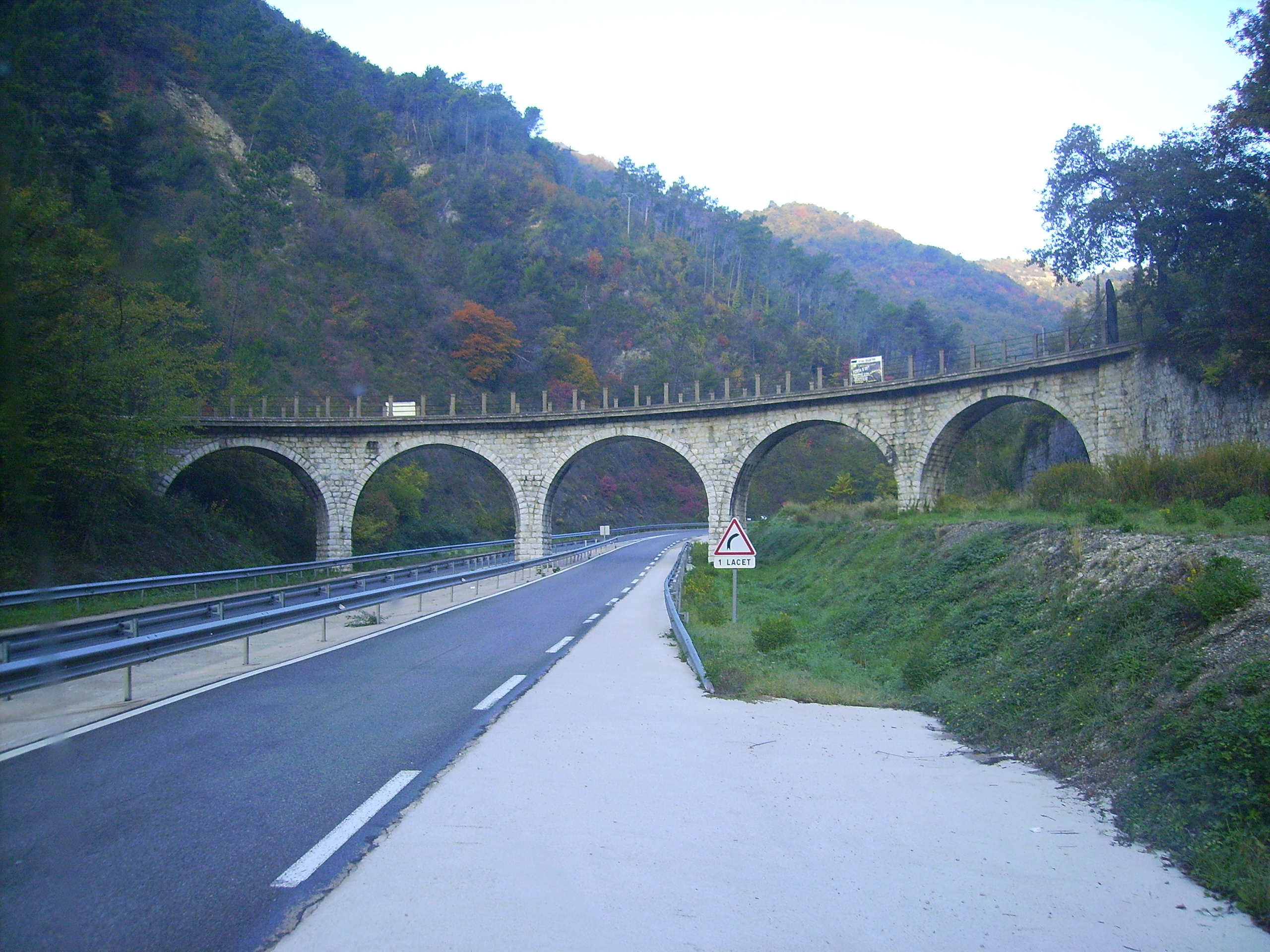
Viaduc du Careï aujourd'hui.
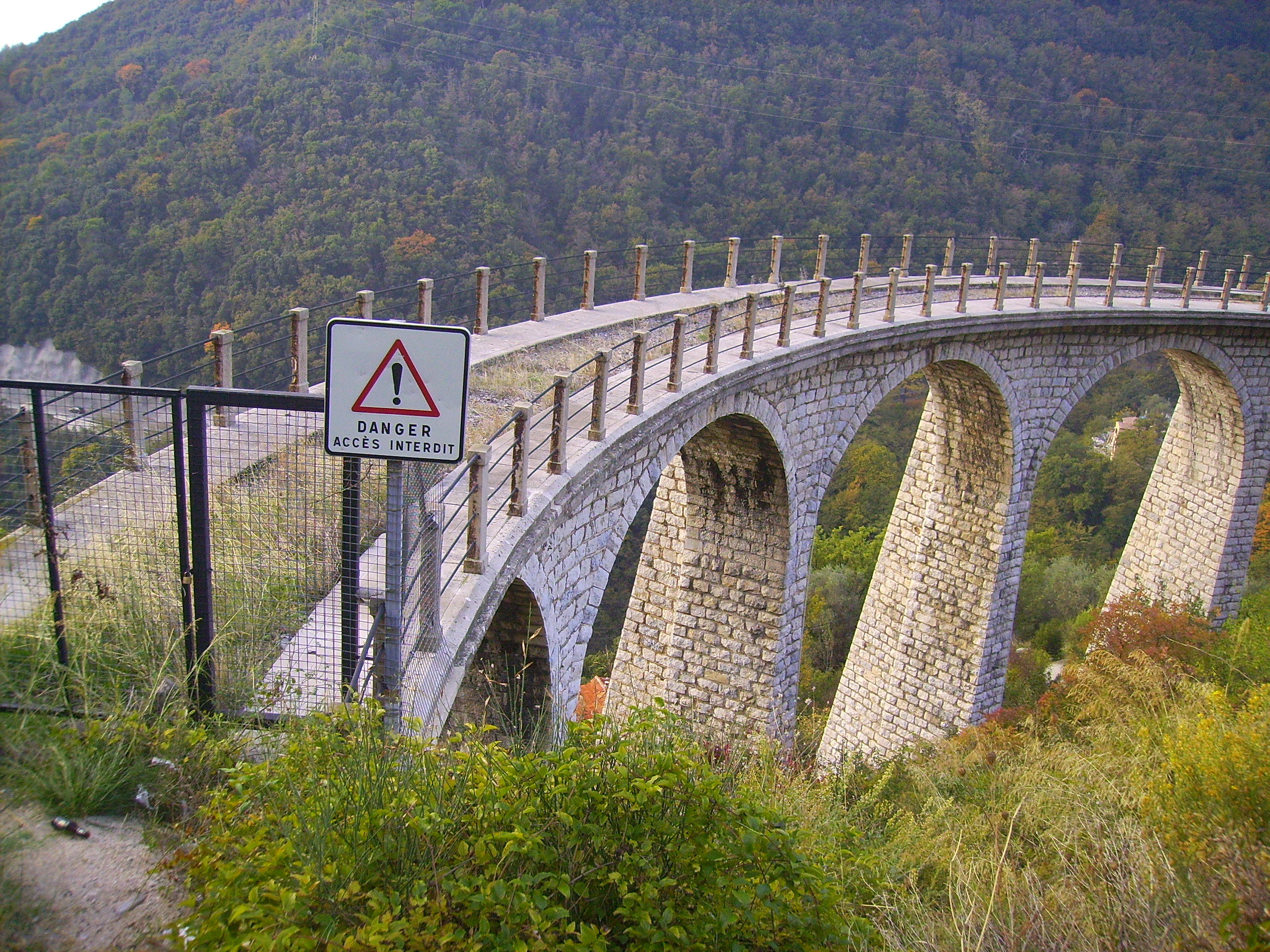
Viaduc du Caramel.

## Infrastructure

### Voies et tracés

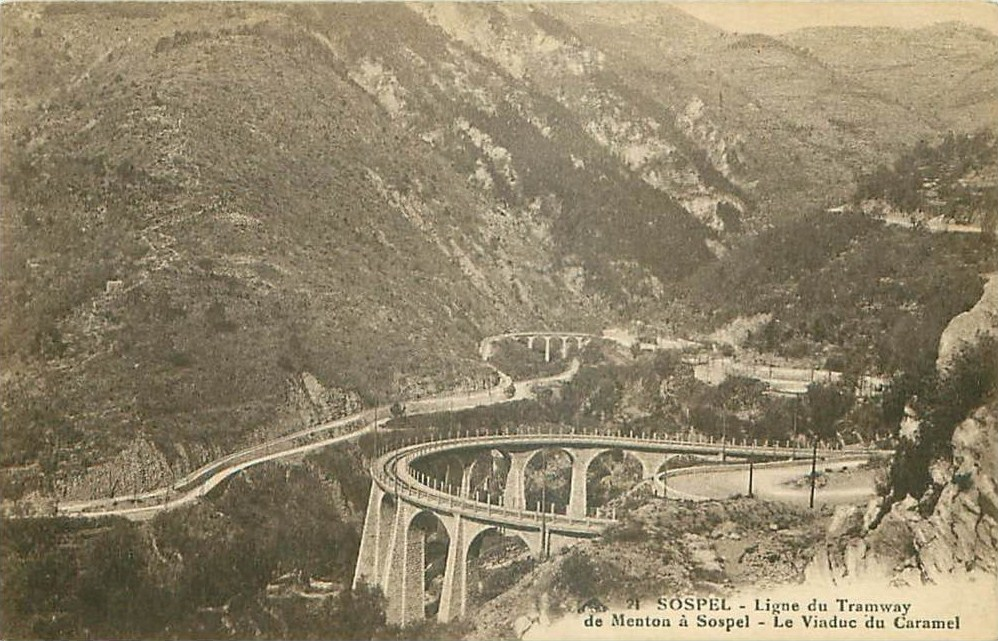
Le viaduc du Caramel et celui du Careï dans le fond.

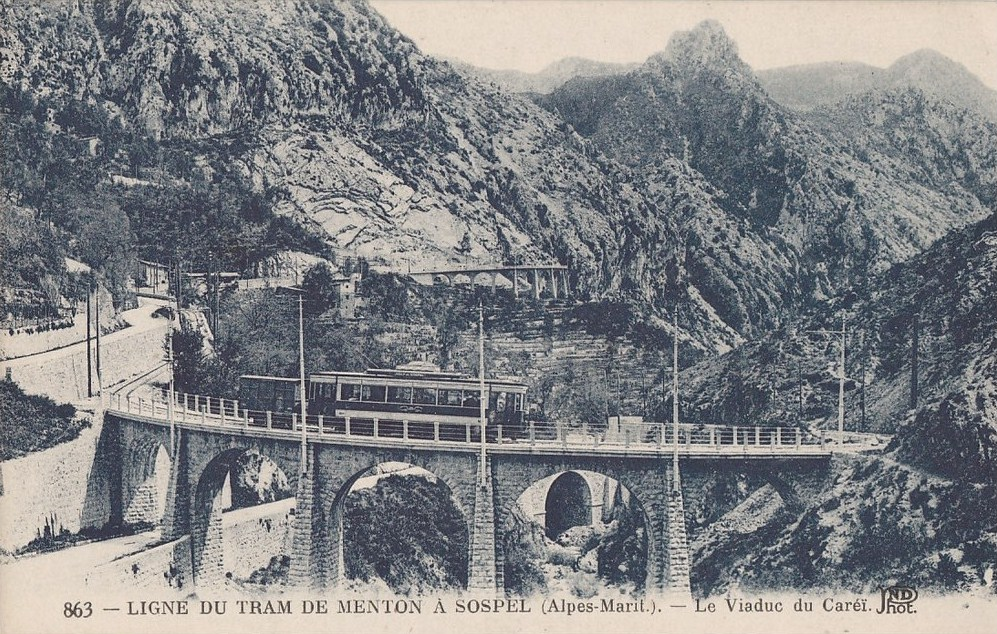
Viaduc du Careï et celui du Caramel dans le fond.

Le départ des tramways pour Sospel se situait place Saint-Roch, à Menton, mais l'origine de la ligne se trouvait en fait au lieu-dit « Villa Caserta », dans la vallée du Careï, où aboutissait déjà depuis quelque temps une ligne de tramways urbains. Les premiers kilomètres étaient en accotement de la route.
C'est à la sortie du hameau de Monti que l'on trouvait le premier ouvrage d’art remarquable, le fameux "pont de Monti", dont un des tabliers d'approche a depuis été détruit pour les besoins du trafic routier. Après la sortie du viaduc, la ligne continuait son chemin en site propre, à flanc de coteau. Afin de gagner progressivement encore de l'altitude, la voie effectuait de nombreuses courbes. Environ 2,3 kilomètres après Monti, le tracé retrouvait la route pour quelques centaines de mètres, jusqu'à la maison forestière, en bordure de la Forêt de Menton, puis passait au-dessus.
Tout au bout d'un vallon, le Careï était franchi grâce à un viaduc semi-circulaire en maçonnerie, composé de cinq arches, s'étirant jusqu'aux environs de la carrière du Caramel, la voie se trouvant alors en contrebas de la route.
Puis se déployait majestueusement le « viaduc du Caramel ». C'était à cet endroit que l'on jouissait du plus prestigieux panorama de tout le tracé. Aujourd’hui il n’est plus qu’un témoin silencieux de l’existence de cette ligne.
La ligne serpentait ensuite à travers la campagne, puis traversait la route et la quittait pour s’enfoncer dans la vallée jusqu’à la gare de Castillon, qui précédait le tunnel de Castillon. À l’arrivée dans le vallon de Merlanson, le paysage changeait radicalement et l’ambiance devenait montagnarde. Puis la voie descendait en pentes continues, passait par la halte du Vallon de Saint-Jean et atteignait Sospel après un trajet de 17,279 kilomètres.

### Le viaduc de Caramel

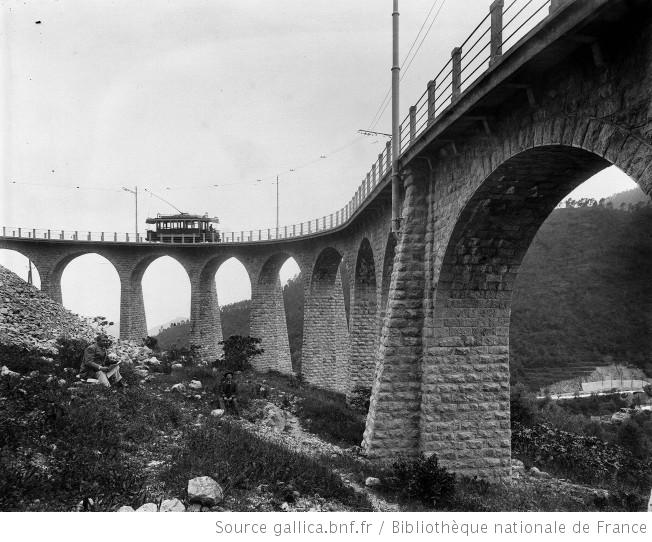
Un tramway sur le viaduc du Caramel.

Il est en forme d'un « oméga » et permettait au tramway de faire une boucle à flanc de montagne. Sa longueur est de 120 m et comporte 13 arches. Il a été construit de 1908 à 1912 par les concessionnaires d'Hennebique qui ont également construit le viaduc de Monti à 5 km de Menton et à 2 km du viaduc du Careï pour la même ligne. Il suit une courbe nettement détachée du flanc de la montagne qui a été imposée par le ministère de la Guerre pour pouvoir le détruire facilement en cas d'invasion.

### Sources et bibliographie
- "Promenade ferroviaire d’autrefois avec le tramway de Menton à Sospel" de Michel BRAUN.
- Une promenade en tram de Menton à Sospel sur le site de la Société d'art et d'histoire du Mentonnais
- « Tramway de Menton à Sospel », La Vie du Rail, no 1420,‎ 1973 (ISSN 0042-5478)